# Foire du Midi
 (janvier 2017).
Si vous disposez d'ouvrages ou d'articles de référence ou si vous connaissez des sites web de qualité traitant du thème abordé ici, merci de compléter l'article en donnant les références utiles à sa vérifiabilité et en les liant à la section « Notes et références ».
La Foire du Midi ou Kermesse de Bruxelles est la plus importante fête foraine bruxelloise. Elle se déroule chaque année durant les mois de juillet et août et dure plus d'un mois.

## Historique
Étalant ses activités sur le boulevard du Midi, entre la Porte de Hal et la Porte d'Anderlecht, cette fête offre toutes les attractions d'une grande kermesse à partir du samedi précédant le 21 juillet, jour de la Fête nationale belge.
Depuis 2009, la foire dispose d'un parking de plus de 500 places à la Porte de Hal (à 2 minutes de la foire). Il est ouvert de 15h30 à 0h30 et coûte 3 €.
Depuis 2021, la foire est reprise parmi l'Inventaire du patrimoine culturel immatériel de Bruxelles sous l'intitulé : La culture vivante de la fête foraine.

## Éditions précédentes

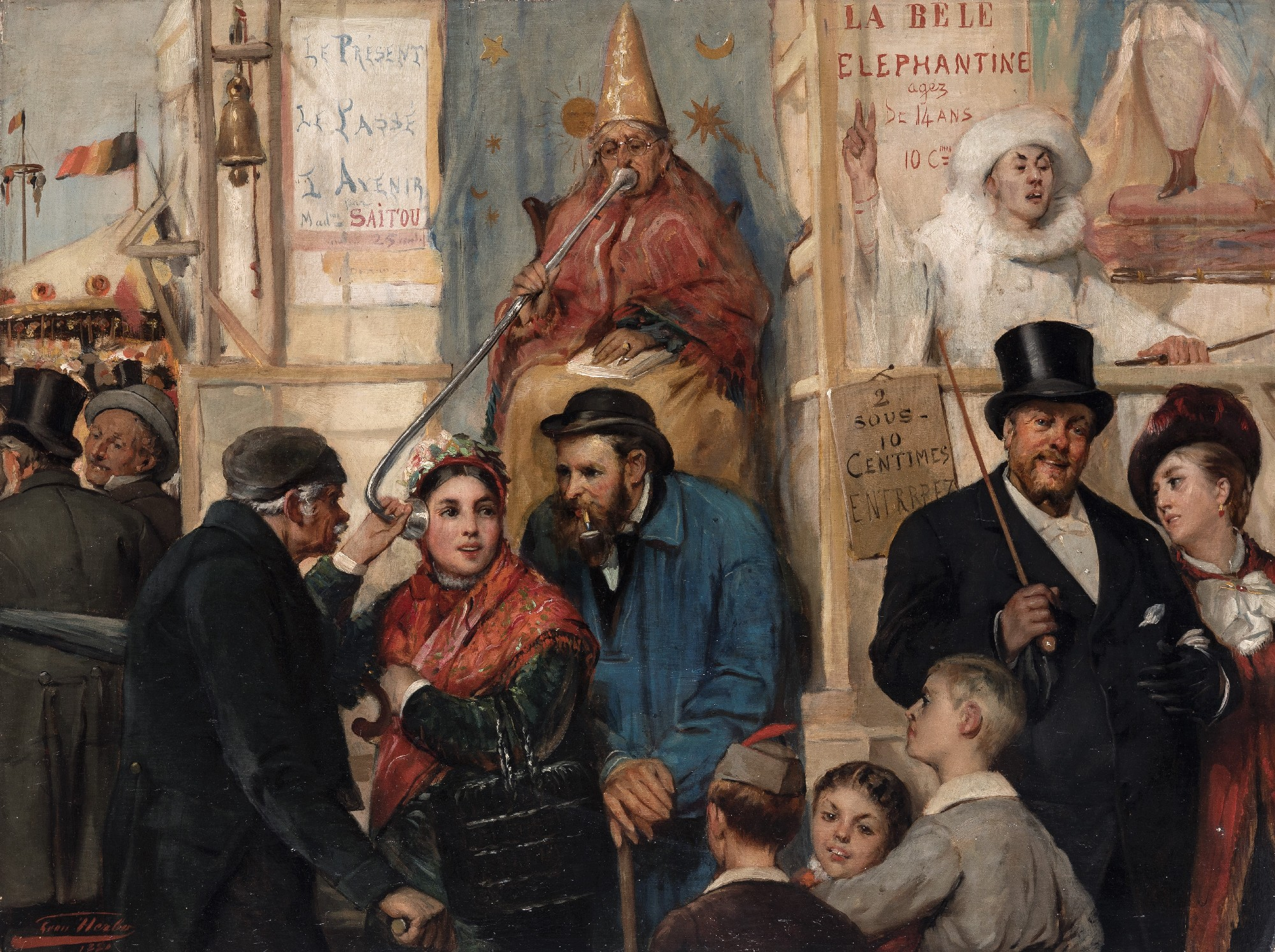
Léon Herbo, La kermesse de Bruxelles de 1880 (1880)

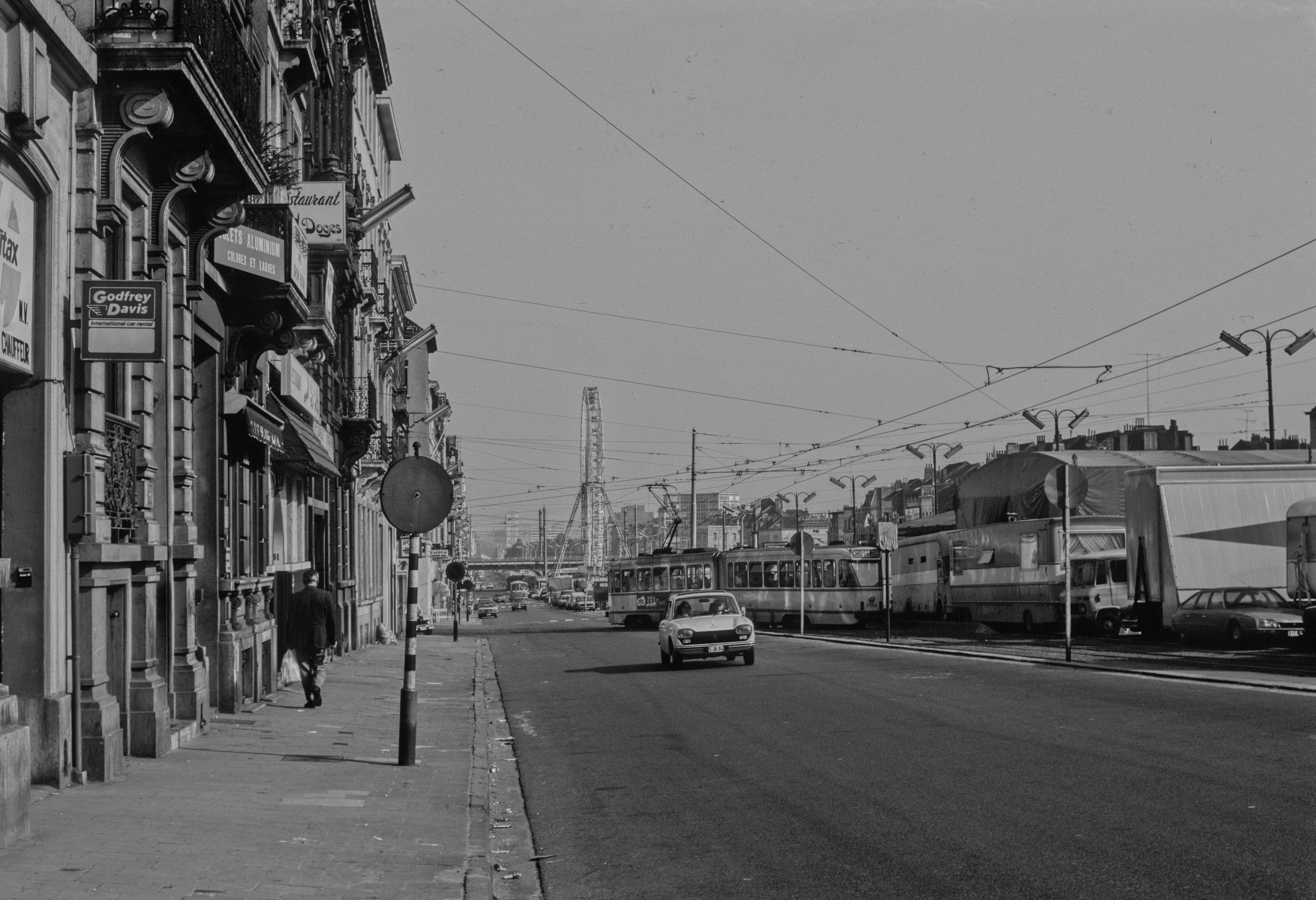
Vue de la foire, en 1980.

- La première édition a eu lieu en 1880.
- En 2007, la foire du Midi s'est déroulée du 14 juillet au 19 août et a accueilli plus d'1,6 million de visiteurs.
- En 2008, la foire du Midi se tient du 19 juillet au 24 août.
- En 2009, la foire du Midi a lieu du 18 juillet au 23 août.
- En 2010, la foire du Midi a fêté sa 130e édition, entamée le 17 juillet au 22 août.
- En 2011, la foire se déroule du 16 juillet au 21 août.
- En 2012, la foire se déroule du 14 juillet au 19 août.
- En 2013, la foire se déroule du 13 juillet au 18 août.
- En 2014, la foire se déroule du 19 juillet au 24 août.
- En 2015, la foire se déroule du 18 juillet au 23 août.
- En 2016, la foire se déroule du 16 juillet au 21 août.
- En 2017, la foire se déroule du 15 juillet au 20 août.
- En 2018, la foire se déroule du 14 juillet au 19 août.
- En 2019, la foire se déroule du 13 juillet au 18 août.
- En 2020, la foire n'a pas eu lieu en raison de la pandémie de COVID-19.

## Les attractions
- Slalom : toboggan exploité par la famille Delforge et fabriqué par la firme Barbieri.
- See Sturm Bahm : attraction de type Happy sailor exploitée par la famille Lainez et fabriquée par la firme Mack Rides.
- Jet Bob : attraction de type matterhorn exploitée par la famille Thompson et fabriqué par la firme Sobema.
- Stratosphere : attraction de type High Swing exploitée par la famille De poorter et fabriquée par la firme KMG.
- Cake Walk : attraction de type palais du rire exploitée par la famille Roels et de fabrication artisanale.
- Shake Off : attraction de type Take Off exploitée par la famille Dotremont et de fabrication Meli Park.
- Eclipse : attraction de type Capriolo exploitée par la famille Van der Honing et fabriquée par la firme Mondial.
- Polyp : attraction de type Monster III exploitée par la famille Lauwers et fabriquée par la firme Anton Schwarzkopf.
- Autoscooter : auto-tamponneuse exploité par la famille Depaemelaere et fabriqué par la firme Adesko.
- Roue royale : grande roue exploitée par la famille Klasser et fabriquée par la firme Seir.
- Simulateur : exploité par la famille Van Basien et fabriqué par la firme Flight Avionics.
- XXL : attraction de type XXL exploitée par la famille Dotremont et fabriquée par la firme KMG.
- Booster Maxx : attraction de type Booster maxx exploitée (uniquement en Belgique) par la famille Heyblom et fabriquée par la firme Far Fabbri.
- Rotor : attraction de type Rotor exploitée par la famille Gillet/Van Vught.
- Mouse : Wild Mouse exploité par la famille Bufkens et fabriqué par la firme Reverchon Industries.
- Déca Dance : attraction de type Breakdance exploitée par la famille Bufkens et fabriquée par la firme Huss Rides.
- Et aussi: chevaux de bois, tir à la carabine (à air comprimé), frites, croustillons, barbe à papa, etc. etc. etc.